# Ingemar Mikko
Hans Ingemar Mikko, född 1 juni 1965, är en svensk före detta professionell ishockeyspelare (forward).
Mikko spelade för Luleå Hockey 1984–1986, under lagets två första säsonger i Elitserien, och därefter i Bergnäsets IF. Därefter har han spelat i Team Kiruna.